# Crematogaster amapaensis
Crematogaster amapaensis es una especie de hormiga acróbata perteneciente a la tribu Crematogastrini, de la subfamilia Myrmicinae, orden Hymenoptera.

## Taxonomía
Se atribuye su descripción al entomólogo de origen brasileño Walter Wolfgang Kempf, quien la citó por primera vez en 1960. La especie aparece registrada en la sección Hymenoptera: Formicidae (segunda contribuição) de Studia Entomologica, 3. p. 385–400, publicada por Kempf, W. W. en 1960.

## Distribución
Se distribuye por América del Sur, específicamente en Brasil, siendo registrada en el río Felicio ubicado en el estado de Amapá.